# Sieverts Kabelverk

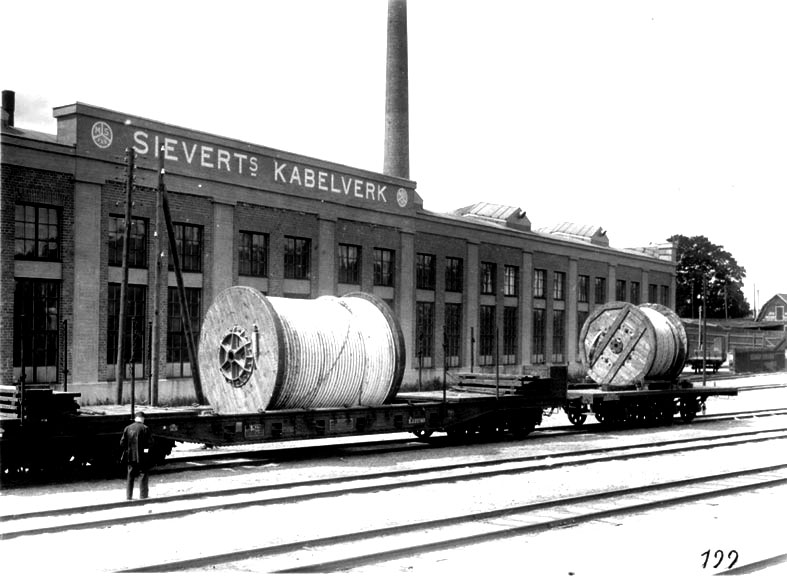
Sieverts Kabelverk

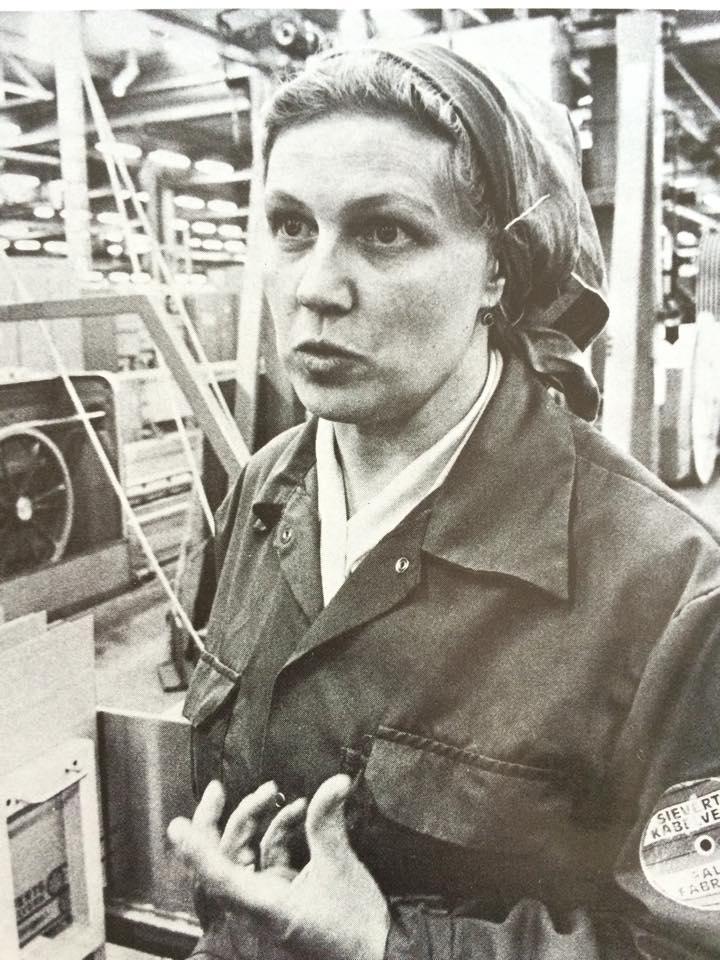
Gunnel Ehrstedt på Sieverts Kabelfabrik i Falun 1977

Sieverts Kabelverk, ursprungligen Trådfabriken, grundades av Max Sievert 1888 och var under lång tid Sundbybergs stads största arbetsgivare.

## Historia
Företaget köptes år 1928 av Telefon AB L. M. Ericsson. Sieverts Kabelverk var då landets största tillverkare av elkablar, och hade också starkströmsprodukter som kondensatorer och installationsmaterial i sortimentet. Företaget var det enda i Sverige som tillverkade markkabel.
Under 1960-talet öppnades en anläggning i Falun för tillverkning av kraftkabel och en anläggning i Hudiksvall för telekablar.
Gunnel Ehrstedt skapade rubriker sommaren 1977 då hon blev avskedad efter att ha rivit ner alla porrbilder de manliga arbetskamraterna klistrat upp på fabriken i Falun. Som företagets grund till uppsägningen var att hon var en "besvärlig person". Hon vann dock till slut striden; arbetsgivaren drog tillbaka uppsägningen och porrbilderna försvann från arbetsplatsen.
År 1980 hade bolaget fabriker i Hudiksvall, Piteå, Sundbyberg och Falun. Bolaget drabbades av en kraftigt minskad efterfrågan på grund av oljekrisen  1973 och oljekrisen 1979, vilket ledde till en centralisering av tillverkningen till Falun och Hudiksvall. Fabrikerna i Piteå och Sundbyberg stängdes och produktutveckling blev kvar i Stockholmsregionen. De gamla fabrikslokalerna i 
kvarteret Plåten i centrala Sundbyberg har byggts om till butiker, kontor och bostäder.
Årsskiftet 1984–85 slogs företaget samman med det också Ericssonägda Bofa Kabel, som grundats 1952 i Kungsbacka, till Ericsson Cables AB. År 2013-14 såldes Ericsson Cables verksamhet med bakgrund i Sieverts Kabelverk till Hexatronic Group.

## Stora leveranser
- Öresundskablarna, 1958 och 1963, oljekablar, 145 kV,  3x185 mm2, 7 km var
- Prince Edward Islandskablarna(en), 1977, oljekablar, 138 kV, 100 MW, 17 km var
- Ålandskabeln, 1973, PEX-kabel, 84 kV, 40 MVA, Sieverts andel 85 km[6]